# Herbert Marcuse
Herbert Marcuse, nemški filozof in sociolog, * 19. julij 1898, Berlin, † 29. julij 1979, Starnberg.
Marcuse je najbolj znan po svojih delih Eros in civilizacija, Enodimenzionalni človek ter Um in revolucija.

## Življenje
Marcuse se je rodil v izobraženo meščansko judovsko družino. Med prvo svetovno vojno je bil konjar v nemški armadi, kasneje pa je začel s študijem filozofije na berlinski univerzi. Leta 1919 je s svojimi soborci iz vojne sodeloval pri poskusu socialistične revolucije v Berlinu.
Doktorat z naslovom Heglova ontologija in utemeljitev teorije zgodovinskosti je zagovarjal na Univerzi v Freiburgu leta 1922 pri profesorju Heideggerju. Po doktoratu se je preselil nazaj v Berlin, leta 1933 pa se je pred nacisti umaknil najprej v Švico nato pa v ZDA. 
Med drugo svetovno vojno je delal za U.S. Office of War Information (OWI), kjer je sodeloval pri projektih protinacistične propagande. Leta 1943 je postal član OSS, kjer je sodeloval pri projektih denacifikacije Nemčije, ki naj bi sledila drugi svetovni vojni. Po ukinitvi OSS leta 1945 je do leta 1951 postal uslužbenec State Departmenta.
Od leta 1952 naprej je predaval na univerzah v New Yorku, Los Angelesu, Bostonu in na koncu na univerzi San Diego v Kaliforniji.
Bil je eden vodilnih predstavnikov Frankfurtske šole marksizma v zahodnem svetu, s svojim kritičnim odnosom do moderne kapitalistične družbe pa je postal eden ključnih ideologov študentskega gibanja v Ameriki in Evropi.
Bil je tudi velik nasprotnik ameriške intervencije v Prašičjem zalivu ter zagovornik kubanske revolucije. Kasneje je bil tudi velik nasprotnik vietnamske vojne.

## Pomembnejša dela
- Um in revolucija (Reason and Revolution: Hegel and the Rise of Social Theory), 1941
- Eros in civilizacija (Eros and Civilization: A Philosophical Inquiry into Freud), 1955
- Enodimenzionalni človek (One-Dimensional Man), 1964
- A Critique of Pure Tolerance (1965, soavtorja Robert Paul Wolff in Barrington Moore, Jr.)
- Counterrevolution and Revolt, 1972
- The Aesthetic Dimension: Toward a Critique of Marxist Aesthetics, 1978